# Ford Escort
El Ford Escort es un automóvil de turismo del segmento C producido por el fabricante estadounidense Ford Motor Company. El modelo tuvo seis generaciones distintas y se fabricó en numerosos países.
La primera serie de producción que llevó el término Escort como nombre de modelo, fue una serie de vehículos desarrollados y producidos inicialmente en Inglaterra, para luego expandir la misma a distintos mercados de los cinco continentes, convirtiéndose en el primer modelo global de la marca en el mundo. Esta serie de vehículos fue producida entre los años 1967 y 2018, dividiéndose en seis generaciones. Durante sus generaciones tercera y quinta, su producción fue desdoblada al desarrollarse a la par, una berlina que fue denominada como Ford Orion, sobre la cual a su vez, fue desarrollado un sedán de dos puertas comercializado exclusivamente en Brasil con el nombre de Ford Verona. A partir de su sexta generación, su producción volvió a ser unificada bajo el nombre Escort hasta el final de su producción en 2004.
La segunda serie de vehículos que llevó el nombre Escort fue una serie producida en los Estados Unidos entre los años 1980 y 2016, desarrollada a lo largo de tres generaciones, siendo estas derivadas del modelo Mazda 323. Esta versión fue de comercialización exclusiva en el mercado estadounidense.
Por último, el nombre Escort fue reutilizado para denominar a un modelo producido en China a partir del año 2015 sobre la plataforma del Ford Focus. A pesar de haber sido anunciado en un principio como un nuevo vehículo global, finalmente su producción y comercialización quedó reducida exclusivamente al mercado chino.
Con relación al modelo que utilizó por primera vez esta nomenclatura, había debutado en 1967 en Inglaterra donde comenzó su producción, para luego expandirse gradualmente hacia los demás mercados del mundo, llegando a ser producido en otros países de Europa (Irlanda, Alemania y Bélgica), Asia (Israel y Taiwán), Oceanía (Australia y Nueva Zelanda), Sudáfrica y Sudamérica (Argentina y Brasil). Fue producido para sustituir al Ford Anglia y a lo largo de su período de producción, se ofreció con variantes de carrocería berlina, hatchback, station wagon y furgoneta.

## Quinta generación (1990-1997)
En septiembre de 1990, salió la Quinta generación del Escort, carrocería que sirvió como base para el "Escort RS Cosworth" utilizado en el Campeonato Mundial de Rally. Este nuevo Escort presentaba un diseño con mayores dimensiones que su antecesor, sin embargo esto no suponía un cambio de segmento para el modelo. Esta versión, nada tenía que ver con la anterior, conservando únicamente el estilo de diseño de su parte posterior con caída tipo fastback, y presentando mayores dimensiones y nuevas líneas que lo dotaban de una figura altamente aerodinámica. Otra novedad, fue la implementación de los motores Zetec de cuatro cilindros 16v y DOHC 4 cilindros 16v, los cuales sustituían a los veteranos CVH y OHV, con cilindradas de entre 1.6 y 1.8 litros y los motores Audi A-1000 implementados en Argentina y Brasil de 1600 y 1800 cm³. Otra versión especial, fabricada en Inglaterra, fue el Ford Escort RS Cosworth, el cual equipaba un motor Cosworth, un 2.0 16V Turbo de tracción total. Los DOHC venían heredados del Ford Sierra.
En septiembre de 1992 este Escort sufrió un ligero rediseño, como el cambio de una nueva parrilla delantera ovalada, siendo vendido como "Escort Vb".
La versión sedán fue rebautizada como Ford Orion y se comercializó como un modelo separado, aunque eran idénticos desde el frontal hasta las puertas traseras. En septiembre de 1993 Ford Europa cambió la denominación del Orion a Escort, compartiendo a partir de ese momento el nombre.

### Motores
- 1.3 L (1297 cc) HCS 60 PS (44 kW; 59 CV)
- 1.4 L CFi (1392 cc) CVH 71 PS (52 kW; 70 CV)
- 1.4 L EFi (1392 cc) CVH 75 PS (55 kW; 74 CV)
- 1.6 L G/H (1597 cc) CVH 90 PS (66 kW; 89 CV)
- 1.6 L EFi (1597 cc) CVH 105 PS (77 kW; 104 CV)
- 1.6 L EFi (1598 cc) Zetec 90 PS (66 kW; 89 CV)
- 1.8 L EFi (1796 cc) Zetec 105 PS (77 kW; 104 CV)
- 1.8 L EFi (1796 cc) Zetec 115 PS (85 kW; 113 CV)
- 1.8 L EFi (1796 cc) Zetec 130 PS (96 kW; 128 CV)
- 1.8 L D (1753 cc) Endura D 60 PS (44 kW; 60 CV)
- 1.8 L TD (1753 cc) Endura D 90 PS (66 kW; 90 CV)
- 2.0 L YBT EFi (1998 cc) 227 PS (167 kW; 224 CV) Cosworth
- 2.0 L (1993 cc) I4 150 PS (110 kW; 148 CV)

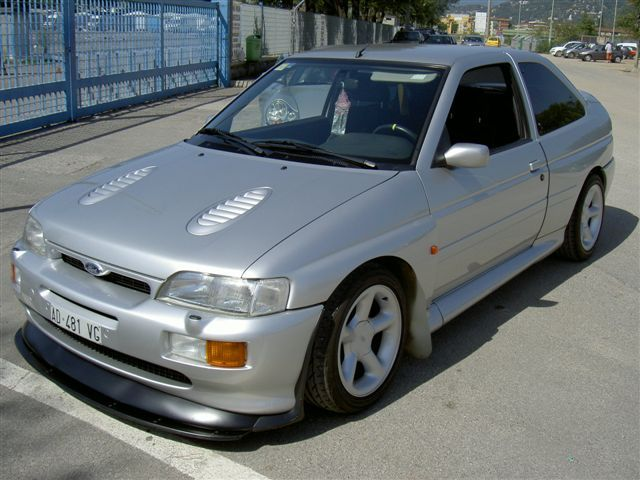
Escort RS Cosworth plateado
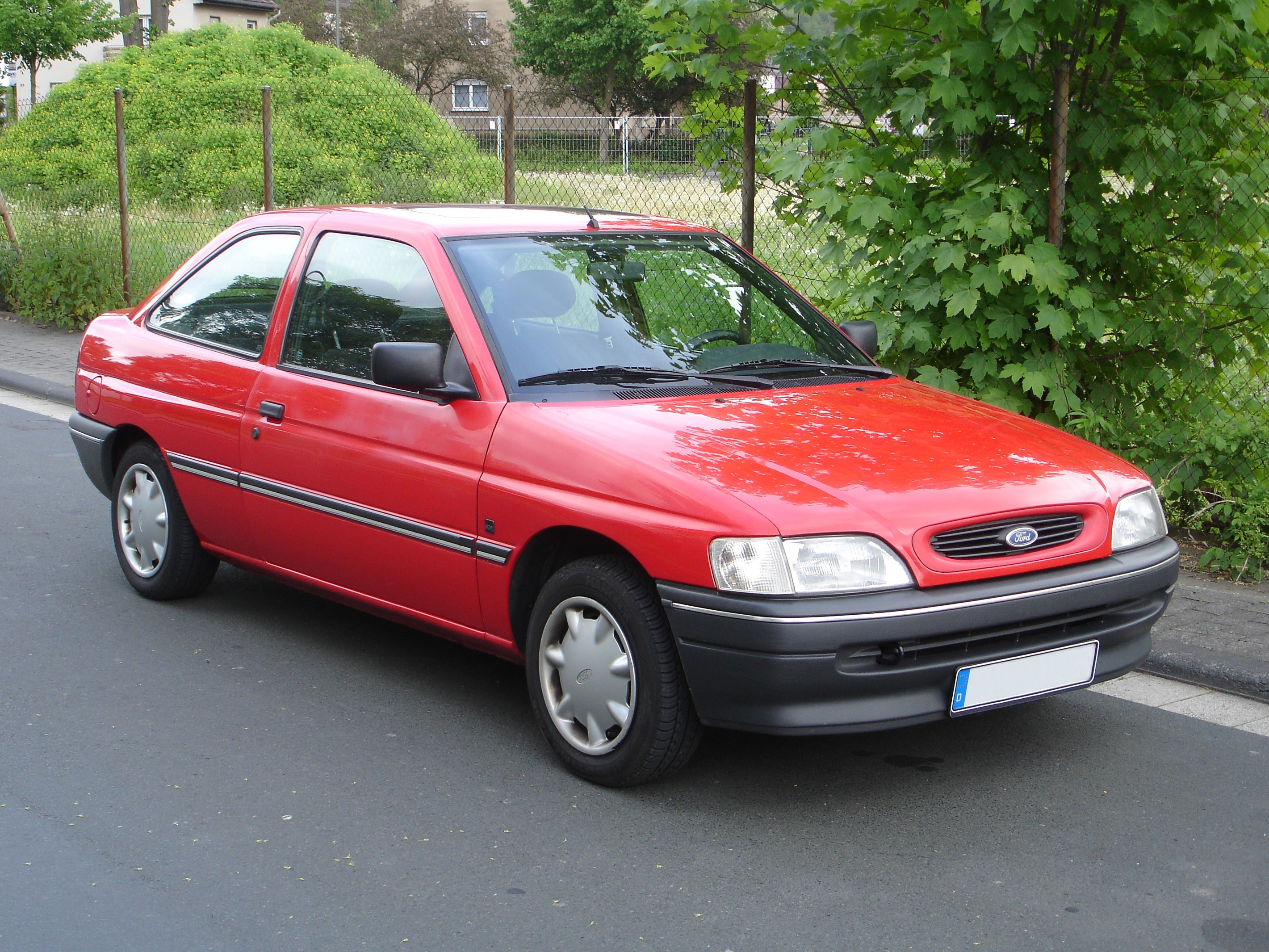
Primera reestilización de 1993
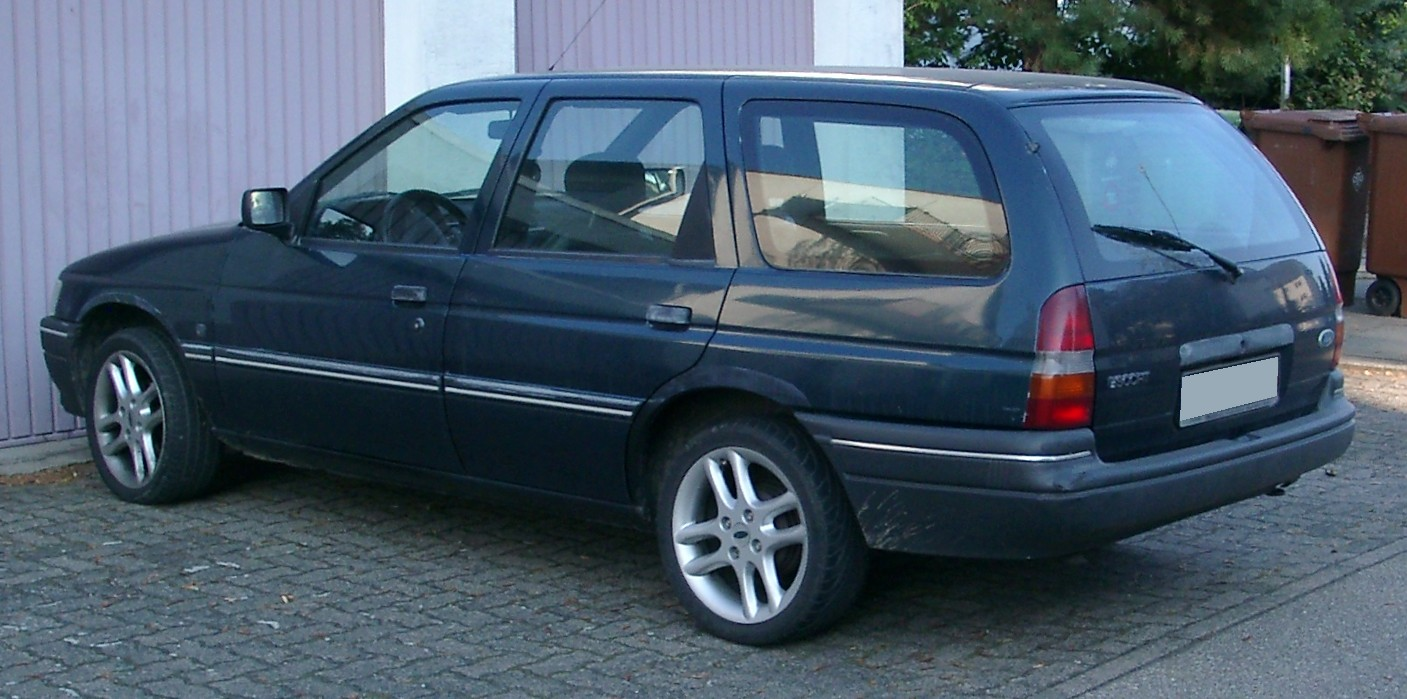
Turnier familiar

## Sexta Generación (1995-2006)
En enero de 1995 salió la Sexta generación del Escort, con una parrilla ovalada y más curvas que el Escort anterior. Ford dio por concluida la producción del Escort en Europa el 21 de julio de 1999, un año después de que su sustituto Ford Focus fuera lanzado.
En Argentina, su versión sedán fue utilizada para competencias de automovilismo en diferentes categorías. Donde sobresalió de manera notoria fue en el Turismo Competición 2000, donde con la preparación de Oreste Berta, esta generación del Escort se llevó los títulos de los años 1997, 2000 y 2001, siendo consagrados campeones Henry Martin, Daniel Cingolani y Gabriel Ponce de León respectivamente.
En tanto, en otra categoría donde participó fue en el Turismo Nacional, donde compitió con sus versiones sedán y Coupé XR3. Debido a la variedad de motores que presentaba, perfectamente podía competir tanto en la Clase 2 (hasta 1600 cm³) y la Clase 3 (hasta 1800 cc). En la primera, Néstor Percaz y Juan Heguy dominaron las acciones desde 2002 a 2005, con dos campeonatos consecutivos para cada uno, piloteando el modelo de 5 puertas, mientras que en la mayor, Ernesto Bessone II en 2003 con el 5 puertas y Patricio Di Palma en 2005 con el sedán, fueron quienes llevaron su nombre a lo más alto del campeonato.
Su facilidad de preparación fue motivo para que en 2004 se lo haga incursionar en el Top Race, campeonato que fue ganado por Ernesto Bessone II, quien pilotó una unidad sedán de 4 puertas.

### Motores
- 1.6 L Zetec (1597cv) 90cv
- 1.8 L D (1753 cc) Endura D 60 CV
- 1.8 L TD (1753 cc)Endura D 90 CV
- 1.8 L Zetec  (1796 cc)115cv

## Otros modelos denominados Escort

### Ford Orion
Fue presentado oficialmente en Europa el 22 de junio de 1983.
Este auto del segmento C también es un Escort, específicamente la versión sedán.
La idea de este automóvil fue la de ser el eslabón entre el Escort y el Ford Sierra que ofreciera el máximo nivel de confort a los ocupantes.
El Orion contó con dos generaciones. La primera generación desde su lanzamiento en 1983 hasta 1990 con los acabados de lujo de la empresa como lo eran GL y GHIA, y la segunda generación desde 1990 hasta 1993 (en este último año pasó a llamarse como su estandarte, Escort, y siguió en el mercado hasta 1998 en donde fue reemplazado por el Ford Focus) que a diferencia de la 1° generación, que era una simple reestilización, este era un modelo totalmente rediseñado pero manteniendo los rasgos de la familia Escort.

## Ford Escort WRC

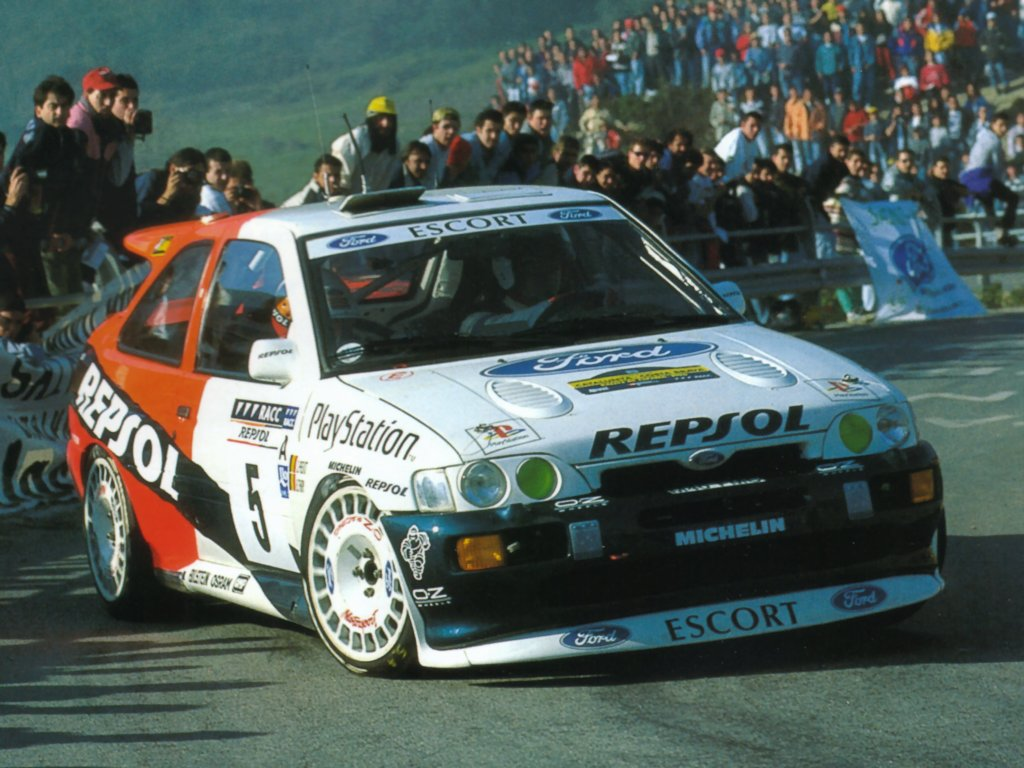
Ford Escort, grupo A para rallies

Aunque Ford ya había utilizado el Escort como grupo A desde 1993 para competir en el Campeonato Mundial de Rally, decidió diseñar y construir una versión World Rally Car que fue hecha por M-Sport. Fue el primer WRC del equipo Ford, compitió durante las temporadas 1997 y 1998 en 28 pruebas y obtuvo 2 victorias (Rally Acrópolis e Indonesia) de la mano del piloto español Carlos Sainz.

## Relación entre Volkswagen y Ford

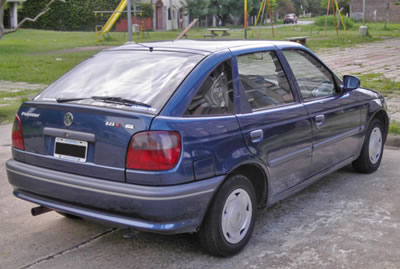
Volkswagen Pointer, el gemelo del Ford Escort

La relación entre Ford Motor Company y Volkswagen es muy conocida en la industria. Las fabricantes estadounidense y alemana tienen una relación muy estrecha que nació en la segunda mitad de los 80s cuando ambas estaban padeciendo fuertes caídas de ventas en dos de sus mercados más importantes, Argentina y Brasil. Tanto Ford Brasil como Volkswagen Argentina llegaron a un acuerdo que los unió bajo el nombre de Autolatina y así ambas empresas trabajaron en conjunto para solventar gastos resultando en una movida exitosa que le permitió seguir firmes en el mercado automotriz.[cita requerida]
Uno de los frutos de esta relación fue el Volkswagen Pointer, comercializado entre 1994 y 1996, claramente inspirado en el Ford Escort, siendo considerado el gemelo de este.[cita requerida]